# 伊丽莎白·斯科特
伊丽莎白·斯科特（英語：Elizabeth Scott，1974年6月25日—），美国女子游泳运动员。她曾代表美国参加1992年、1996年和2000年夏季残疾人奥林匹克运动会游泳比赛，获得十枚金牌、二枚银牌和五枚铜牌。